# Psyonix
Psyonix LLC es un desarrollador de videojuegos estadounidense con sede en San Diego. Fue fundada en 2000 por Dave Hagewood con el equipo de su empresa centrada en Internet WebSite Machines. Tras cancelar sus dos primeros proyectos, Psyonix creó VehicleMOD, un mod que añade vehículos a Unreal Tournament 2003. Posteriormente, el desarrollador del videojuego, Epic Games, contrató al estudio para recrear esta jugabilidad para un modo de juego en Unreal Tournament 2004. Psyonix subsistió gracias al trabajo por contrato y lanzó su primer videojuego original, Supersonic Acrobatic Rocket-Powered Battle-Cars, en 2008. El videojuego no tuvo tanto éxito como se esperaba, pero Hagewood se aferró al concepto del videojuego y tenía a un equipo pequeño diseñando una secuela mientras el resto de la empresa trabajaba en otros proyectos contractuales. Esta secuela se lanzó como Rocket League en 2015 y se convirtió en un éxito comercial. Epic Games adquirió el estudio en mayo de 2019.

## Historia

### Fundación yVehicleMOD(2000-2003)
Psyonix fue fundada por Dave Hagewood, nativo de Charlotte, Carolina del Norte. Había comenzado a programar en 1983, a la edad de ocho años, cuando modificó el diálogo de un videojuego de aventuras de texto, lo que le dio una ventaja en este campo en la escuela.  En 1995, abandonó su carrera en informática y abandonó la universidad para fundar ArrowWeb, una empresa de alojamiento web, y más tarde WebSite Machines, que desarrollaba software multimedia y de Internet. Hagewood invirtió mucho en la industria de Internet y operó sus empresas desde Satellite Beach, Florida, pero enfrentó una gran competencia. En su tiempo libre, ocasionalmente modificaba videojuegos, a menudo con vehículos, pero tenía la impresión de que ganarse la vida haciendo videojuegos era «un sueño imposible». Aun así, en 2000, cuando el equipo de WebSite Machines buscaba hacer la transición al desarrollo de videojuegos, Hagewood fundó Psyonix con ellos. El nombre de la empresa se deriva de su «fascinación por el concepto de inteligencia y los poderes innatos de la mente humana».
El primer proyecto de Psyonix fue Proteus, un videojuego de combate en vehículos. Descontento con el motor de videojuego elegido para el proyecto, lo abandonó rápidamente y la empresa pasó a Unreal Engine. Su primer videojuego en Unreal Engine fue Vampire Hunter: The Dark Prophecy, un videojuego de acción con exploración en primera persona y combate cuerpo a cuerpo en tercera persona. El videojuego se anunció en 2002, pero pronto adquirió un alcance demasiado grande para el presupuesto previsto. Después de que el estudio completó una demo y la presentó a posibles editores, experimentó brevemente agregando vehículos al videojuego de 2002 Unreal Tournament 2003, algo que Hagewood sintió que le faltaba. Después de algunas semanas de desarrollo, el equipo sintió que el proyecto tenía potencial y archivó Vampire Hunter en favor del nuevo proyecto.
En diciembre de 2002, después de varios meses de trabajo, Mark Rein de Epic Games, el desarrollador de Unreal Engine y Unreal Tournament 2003, llamó a Hagewood para preguntarle sobre el estado de Vampire Hunter. Hagewood le informó sobre el trabajo más reciente del estudio, al que llamó VehicleMOD, y Rein pidió que le mostraran un prototipo en la Game Developers Conference en marzo de 2003. Hasta entonces, Psyonix trabajó para incluir prototipos funcionales para todos los vehículos y soporte multijugador. Impresionado con esta demostración, Epic Games buscó más conversaciones, pero quería ver qué tan rápido podía progresar el proyecto. Psyonix trabajó durante tres semanas de crunch y reclutó modders independientes para crear tres mapas para VehicleMOD. Hagewood mostró la versión más nueva en las oficinas de Epic Games en Carolina del Norte, y la compañía inmediatamente contrató a Psyonix para desarrollar este mod como modo de juego para Unreal Tournament 2004, que pasó a ser conocido como Onslaught. Hagewood creía que trabajar con Epic Games de forma remota desde Florida afectaría la calidad del modo, por lo que trasladó Psyonix a Raleigh, Carolina del Norte, más tarde en 2003. Rein pagó los gastos de mudanza.  Casi al mismo tiempo, Hagewood abandonó su trabajo en alojamiento web.

### Trabajo por contrato y primeros videojuegos originales (2003-2013)
En Raleigh, Psyonix estaba formado principalmente por Hagewood y pasantes contratados en universidades cercanas. Para mantenerse a flote, el estudio aceptó un contrato de trabajo de Epic Games para ayudar a desarrollar videojuegos en Unreal Engine, incluidos Gears of War y Unreal Tournament III. Hagewood finalmente buscó mudarse al oeste y crear videojuegos originales con Psyonix. En 2006, el equipo ideó Track Addict, un videojuego de plataformas de vehículos con etapas contrarreloj, parcialmente inspirado en las series de videojuegos de deportes extremos Tony Hawk y SSX. El estudio presentó el videojuego a varios editores y acordó con Microsoft lanzar el videojuego en la plataforma Xbox. Durante el desarrollo del videojuego, una persona puso un balón de fútbol en un nivel, lo que el equipo disfrutó tanto que decidieron diseñar el videojuego en torno a eso. Hagewood informó a Microsoft sobre el cambio de dirección y las dos empresas se separaron. El videojuego finalmente se lanzó en 2008 para PlayStation 3 como Supersonic Acrobatic Rocket-Powered Battle-Cars. El equipo eligió un nombre inusualmente largo con la esperanza de que llamara la atención. Mientras tanto, SouthPeak Games había contratado a Psyonix para desarrollar Monster Madness: Grave Danger, una versión actualizada de Monster Madness: Battle for Suburbia, que se lanzó para PlayStation 3 ese mismo año.
Si bien Supersonic Acrobatic Rocket-Powered Battle-Cars alcanzó el punto de equilibrio, atrajo a menos jugadores de lo previsto y no generó ganancias significativas, lo que provocó que Psyonix regresara al trabajo por contrato. Aun así, Hagewood creía que la base de fanes existente justificaba que el próximo videojuego original de Psyonix fuera una secuela. De 50 empleados, mantuvo a un puñado trabajando con ese título, mientras que el resto se dedicaba a trabajos por contrato. En diciembre de 2009, el estudio y todos sus empleados se mudaron de Raleigh a oficinas más grandes en San Diego, cerca del Gaslamp Quarter de la ciudad. Los proyectos posteriores incluyeron a Whizzle (una demo técnica del Unreal Development Kit) y trabajo adicional en Bulletstorm, Homefront, Mass Effect 3 y XCOM: Enemy Unknown. En noviembre de 2012, Psyonix lanzó un videojuego de disparos original para iOS, ARC Squadron. Una versión mejorada, ARC Squadron: Redux, salió para iOS y Android en octubre de 2013.

### Rocket Leaguey adquisición por parte de Epic Games (2013-presente)
También en 2013, entró en producción la secuela de Supersonic Acrobatic Rocket-Powered Battle-Cars . Con un presupuesto de cerca de 2 millones de dólares, Psyonix desarrolló Rocket League durante dos años. Hagewood argumentó que Supersonic Acrobatic Rocket-Powered Battle-Cars era «muy hardcore», lo que llevó a un cambio de ritmo para Rocket League. El videojuego se lanzó con éxito inmediato en julio de 2015 para Windows y PlayStation 4. Incrementó las ganancias de Psyonix 100 veces y generó 110 millones de dólares en un año. Psyonix se expandió rápidamente a 70 personas en diciembre de 2016 y, en consecuencia, se mudó a una oficina más grande en la torre 1 Columbia Place, que abarca 40 000 pies cuadrados (3700 m²) en dos pisos. Hagewood buscó hacer crecer la industria tecnológica en San Diego, por ejemplo a través de su inversión en Zesty.io. El equipo ampliado continuó apoyando a Rocket League a través de contenido adicional, y Psyonix se asoció con Twitch, un servicio de transmisión en vivo de videojuegos, para establecer la Rocket League Championship Series como el torneo oficial de deportes electrónicos del videojuego.[2] En abril de 2018, el estudio comenzó a crear un prototipo de un spin-off móvil de Rocket League que finalmente se llamó Rocket League Sideswipe.
El 1 de mayo de 2019, Epic Games anunció la adquisición de Psyonix en términos no revelados. En ese momento, el estudio contaba con 132 empleados y planeaba seguir apoyando a Rocket League. Epic Games publicó Rocket League Sideswipe para Android e iOS en noviembre de 2021 y el modo de juego Rocket Racing de Psyonix para Fortnite en diciembre de 2023.

## Videojuegos desarrollados
| Año  | Título                                          | Plataforma(s)                                                                              | Editor(es)      | Notas                                                                    | Ref.          |
| ---- | ----------------------------------------------- | ------------------------------------------------------------------------------------------ | --------------- | ------------------------------------------------------------------------ | ------------- |
| 2008 | Monster Madness: Grave Danger                   | PlayStation 3                                                                              | SouthPeak Games | Versión actualizada de Monster Madness: Battle for Suburbia              | [ 8 ]         |
| 2008 | Supersonic Acrobatic Rocket-Powered Battle-Cars | PlayStation 3                                                                              | Psyonix         |                                                                          | [ 4 ]         |
| 2009 | Whizzle                                         | Windows                                                                                    | Psyonix         | Demo técnica de Unreal Development Kit                                   | [ 6 ]         |
| 2012 | ARC Squadron                                    | iOS                                                                                        | Psyonix         |                                                                          | [ 10 ]        |
| 2013 | ARC Squadron: Redux                             | Android, iOS                                                                               | Psyonix         | Versión actualizada de ARC Squadron                                      | [ 11 ]        |
| 2015 | Rocket League                                   | Linux, macOS, Nintendo Switch, PlayStation 4, Windows, Xbox One                            | Psyonix         | El soporte para las versiones de macOS y Linux finalizó en marzo de 2020 | [ 12 ] [ 18 ] |
| 2021 | Rocket League Sideswipe                         | Android, iOS                                                                               | Epic Games      |                                                                          | [ 16 ]        |
| 2023 | Rocket Racing                                   | Android, Nintendo Switch, PlayStation 4, PlayStation 5, Windows, Xbox One, Xbox Series X/S | Epic Games      | Parte de Fortnite                                                        | [ 17 ]        |

### Trabajo adicional
| Año  | Título                 | Desarrollador(es) principal(es) | Ref.  |
| ---- | ---------------------- | ------------------------------- | ----- |
| 2004 | Unreal Tournament 2004 | Epic Games                      | [ 6 ] |
| 2006 | Gears of War           | Epic Games                      | [ 6 ] |
| 2007 | Unreal Tournament III  | Epic Games                      | [ 6 ] |
| 2011 | Bulletstorm            | People Can Fly, Epic Games      | [ 6 ] |
| 2011 | Homefront              | Kaos Studios                    | [ 6 ] |
| 2012 | Mass Effect 3          | BioWare                         | [ 6 ] |
| 2012 | XCOM: Enemy Unknown    | Firaxis Games                   | [ 6 ] |

### Cancelados
- Proteus[5]
- Vampire Hunter: The Dark Prophecy[5]
- Nosgoth[6]